# Brücke von Hampton Court
Der britische Maler Alfred Sisley (1839–1899), der hauptsächlich in Frankreich lebte und wirkte, schuf während seines viermonatigen Besuchs in London 1874 unter anderem das impressionistische Gemälde Brücke von Hampton Court, deren dritter Neubau erst seit neun Jahren existierte. Die Hampton Court Bridge verbindet den Distrikt Elmbridge in Surrey mit dem Stadtbezirk London Borough of Richmond upon Thames. 1933 wurde ein weiterer Neubau eingeweiht, dessen Aussehen dem Gemälde nicht mehr entspricht.

## Beschreibung
Die Straßenbrücke, im Jahr 1865 aus Backstein und Gusseisen gebaut mit massiven Pfeilern, unterqueren auf der rasch dahinfließenden Themse gegen die Strömung zwei Ruderboote. Große Häuser säumen am Ende der Brücke die linke Straßenseite. Am gegenüberliegenden Ufer sieht man Spaziergänger des Weges gehen; die wehende Fahne am Mast zeigt an, dass der Wind die Wolken treibt und auch das Wasser des Flusses bewegt. Eine mächtige Baumgruppe, rechts oben im Bild und ebenfalls windbewegt, nimmt ein Viertel des Ölgemäldes ein. Der blaue, bewölkte Himmel spiegelt sich im Wasser wider. Helle und dunkle Farben, als warm und kalt gedeutet, bestimmen das Bild, das sich im Wallraf-Richartz-Museum in Köln befindet. Es wurde 1956 vom Kunstverein für die Rheinlande und Westfalen, Düsseldorf, erworben.

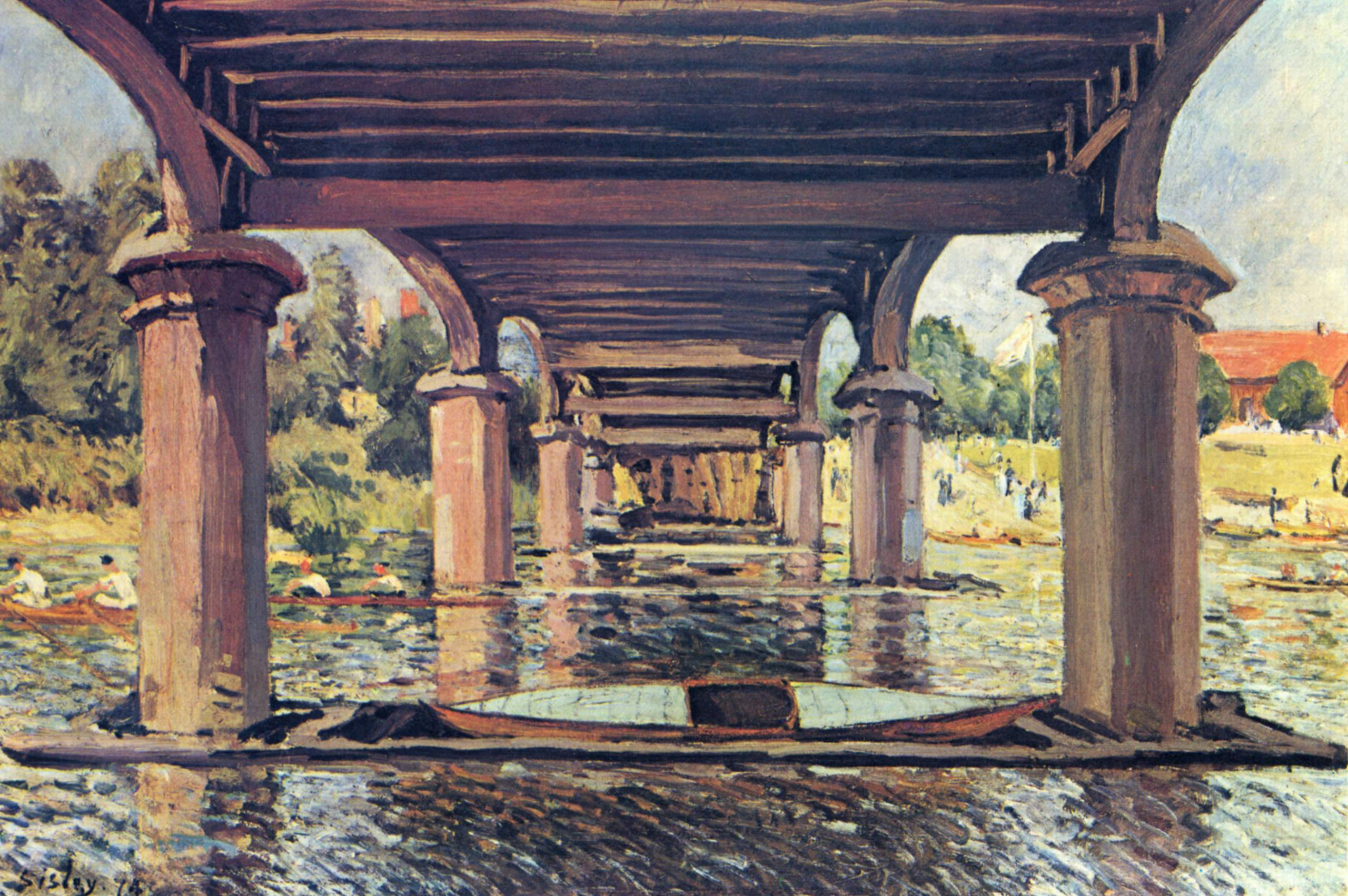
Alfred Sisley: Unter der Brücke von Hampton Court, 50 × 76 cm, Öl auf Leinwand (1874), Kunstmuseum in Winterthur

In einem weiteren Bild malte Sisley im selben Jahr die Brücke in der Unteransicht. Vorn liegt ein unbemanntes kleines Boot in einer Halterung zwischen zwei Brückenpfeilern. Links im Wasser vor dem mit Schilf und Bäumen bewachsenen Ufer sind Ruderer in ihren Booten erkennbar, rechts an Land Spaziergänger, die Baumgruppe und ganz rechts ein Haus. Es ist im Schweizer Kunstmuseum in Winterthur ausgestellt. Das Gemälde wurde von Herbert und Charlotte Wolfer de Armas dem Museum 1973 gespendet.

## Rezeption

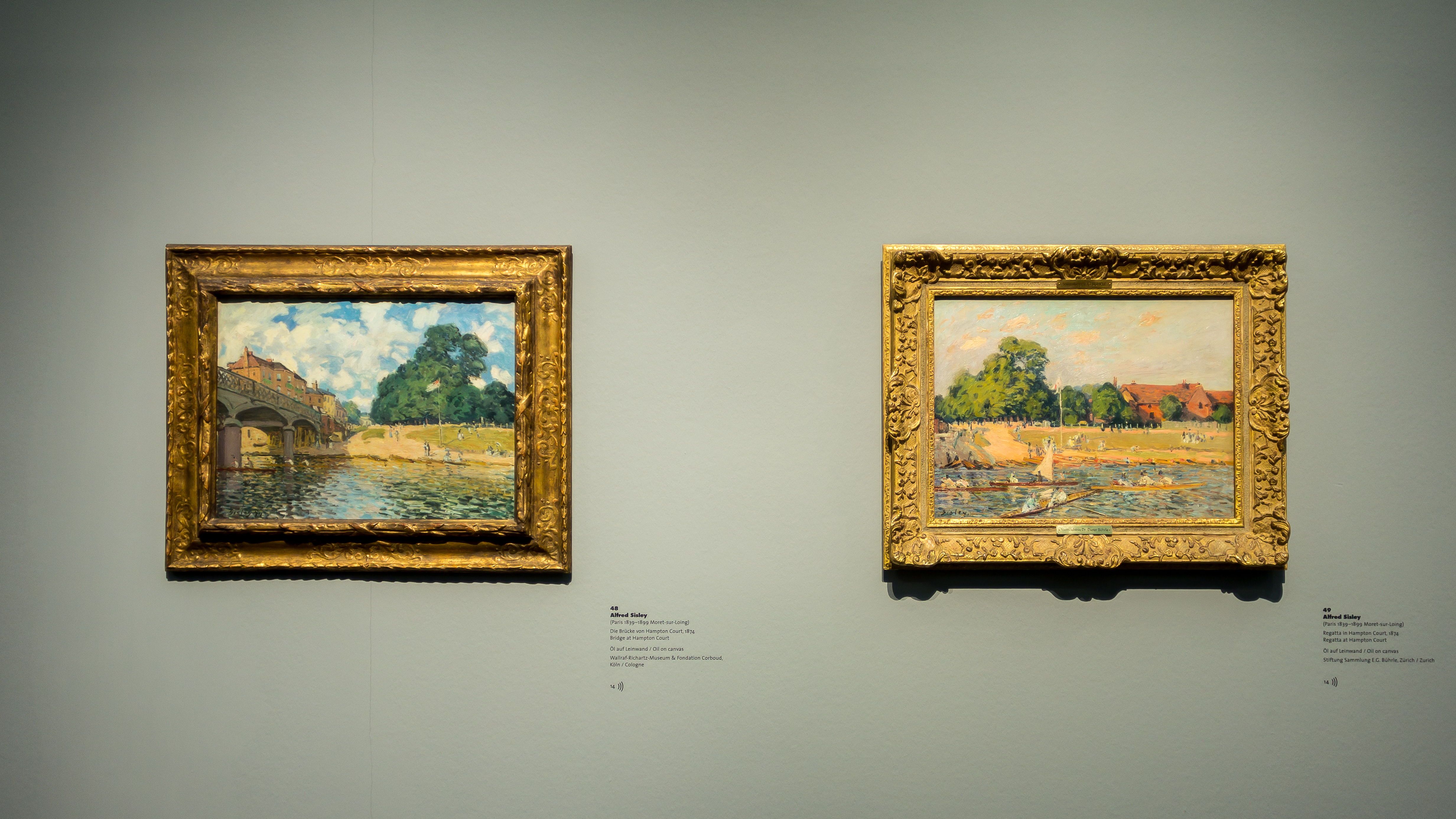
Fotografie aus der Ausstellung Von Dürer bis van Gogh – Sammlung Bührle trifft Wallraf

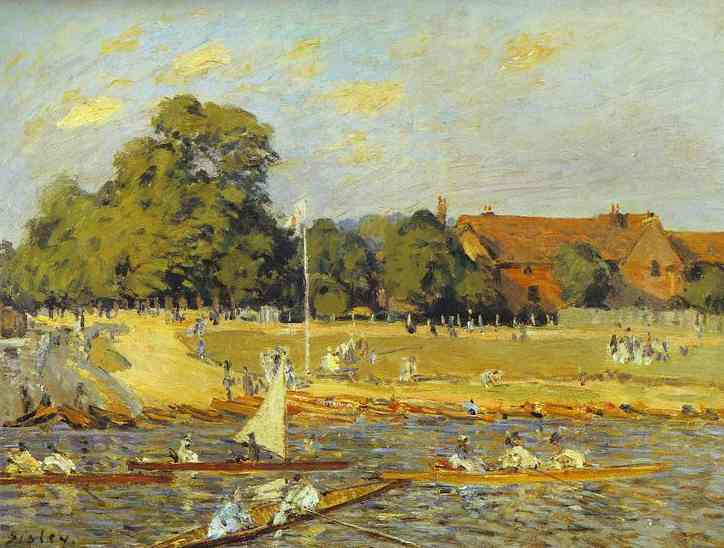
Alfred Sisley: Regatta in Hampton Court, 46 × 61 cm, Öl auf Leinwand (1874), Stiftung Sammlung E. G. Bührle

Der britische Kunsthistoriker Kenneth Clark resümierte, dass das Werk Sisleys während seines Londoner Aufenthalts 1874 „a perfect moment of Impressionism“ dargestellt habe. Die Gemälde von Hampton Court sind die eines Künstlers in seiner Blütezeit, die zum Teil durch die Nähe zu seinen Kollegen angespornt wurde, so im Text zur Sisley-Ausstellung im Bruce Museum, Greenwich/Connecticut 2017 vermerkt. Die Ausstellung zeigte unter anderem das Gemälde Unter der Brücke von Hampton Court.
Eine Sonderausstellung fand im Wallraf-Richartz-Museum 2016/17 statt. Unter dem Titel Von Dürer bis van Gogh – Sammlung Bührle trifft Wallraf wurde die Brücke von Hampton Court gemeinsam mit dem ebenfalls 1874 entstandenen Gemälde Sisleys Regatta in Hampton Court aus der Stiftung Sammlung E. G. Bührle gezeigt. Dieses Bild, in neuer Perspektive ohne die Brücke von Hampton Court gemalt, zeigt die große Baumgruppe mit Regattafahrern auf der Themse und ein Haus. Beide Gemälde haben dasselbe Format und wurden am selben Tag gemalt.